# Delia arenicola
Delia arenicola este o specie de muște din genul Delia, familia Anthomyiidae, descrisă de Griffiths în anul 1991.
Este endemică în Saskatchewan. Conform Catalogue of Life specia Delia arenicola nu are subspecii cunoscute.